# Músculo quadríceps femural

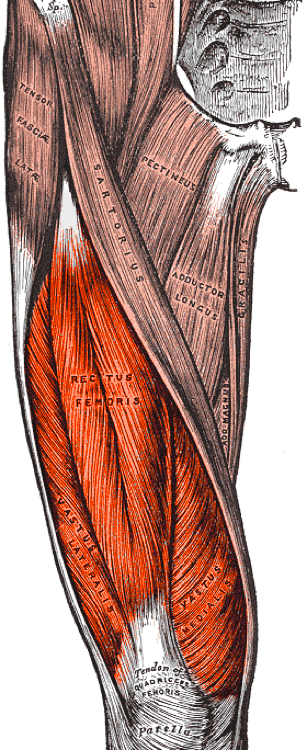
O quadríceps consiste em quatro músculos separados,

O quadríceps ou quadricípite é um músculo femoral, localizado na face anterior da coxa, envolvendo quase que por completo o fêmur. Constituem o quadríceps: reto-femoral, vasto lateral, vasto medial e vasto intermédio.
Trata-se de uma das musculaturas mais fortes do corpo humano, importante na definição dos contornos das faces anterior e lateral da coxa.

## Etimologia
Seu nome tem origem no latim e é bastante sugestivo: quer dizer músculo de quatro cabeças, em refência às quatro musculaturas de origens distintas que o compõem.

## Cabeças
É composto por quatro músculos que possuem origens distintas, mas possuem uma única inserção na patela. São eles:
- Músculo reto femoral:  Está situado no meio da coxa e é um músculo bipeniforme; cobre o vasto intermédio sobre o vasto inermédio
- Músculo vasto medial: É uma lâmina muscular plana e grossa que está situada na face medial da coxa, se confunde com o m. vasto intermédio na sua porção anterior.
- Músculo vasto lateral: É o maior músculo do quadríceps, recobre quase que toda a face antero-lateral da coxa. Está recoberto pelo m. tensor da fáscia lata na região proximal.
- Músculo vasto intermédio: Está recoberto pelo m. reto femoral. É um músculo plano que forma a parte mais profunda da orelha.

## Funções e suprimento
A ação do quadríceps envolve, principalmente, a extensão do joelho. No entanto, há uma única cabeça que participa da flexão do quadril, o músculo reto femoral. Tais funções são relevantes para a execução de tarefas como caminhar e subir escadas, de maneira que a paralisia do músculo as compromete.
O nervo femoral é o responsável por inervá-lo. Já sua irrigação é propiciada pela artéria de mesmo nome, a artéria femoral.

## Clínica
O músculo reto femoral é bastante propenso a encurtamento, o que limitaria a mobilidade. O normal é que seja possível tocar a região glútea com o calcanhar, no entanto esse ato pode ser impedido quando o reto femoral se encurta. A fim de prevenir tal problema, é altamente recomemendada a realização de alongamento após o exercício físico.

Alongar o quadríceps corresponde a flexionar a perna, segurar o pé com a mão do mesmo lado em seguida, enquanto se contrai o abdome e o calcanhar é puxado rumo às nádegas.